# Perdix perdix
La perdiz pardilla (Perdix perdix) es una especie de ave galliforme de la familia Phasianidae nativa de Europa y Asia occidental y central. En el sur de Europa se restringe a los terrenos montañosos, por encima de los 1000 m s. n. m., aunque en toda la Europa septentrional y central habita en zonas de llanura. Además se ha extendido por Norteamérica introducida como especie cinegética.

## Descripción

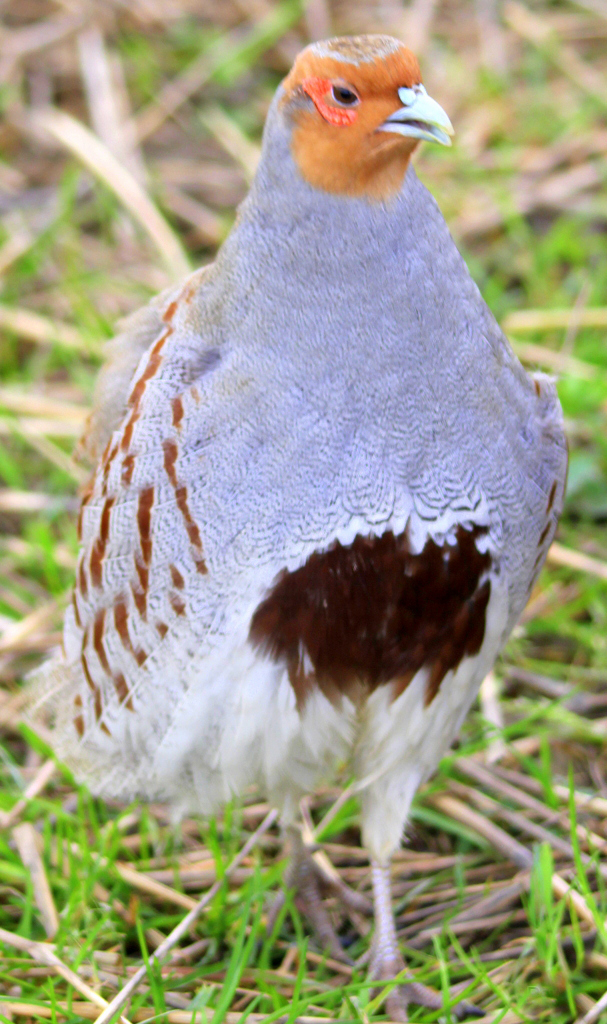
Macho de la subespecie nominal.

La perdiz pardilla mide de 28 a 30 cm de longitud. Es un poco más pequeña que su pariente más común en España, la perdiz roja. Su plumaje es principalmente pardo grisáceo. Tiene la cara en tono castaño anaranjado, al igual que los laterales de la cola. Sus partes superiores son de tonos pardos claros. Cuando tiene las alas plegadas se hacen visibles sus plumas barradas con franjas marrones. Sus partes inferiores son grisáceas con una gran mancha pardo negruzca en la parte superior de su abdomen. Su pico es pequeño y de color pardo mate. Tiene las patas grises.
Los ejemplares jóvenes presentan la cabeza y el cuello enteramente de un castaño grisáceo, con el centro de las plumas recorrido por una estría leonada, con las de la cabeza más oscuras y el fondo de un tono negruzco; los flancos de un castaño grisáceo, con una estría central leonada más ancha, encontrándose ausentes los tonos leonados de la cabeza y el cuello así como la mancha de herradura.

## Distribución

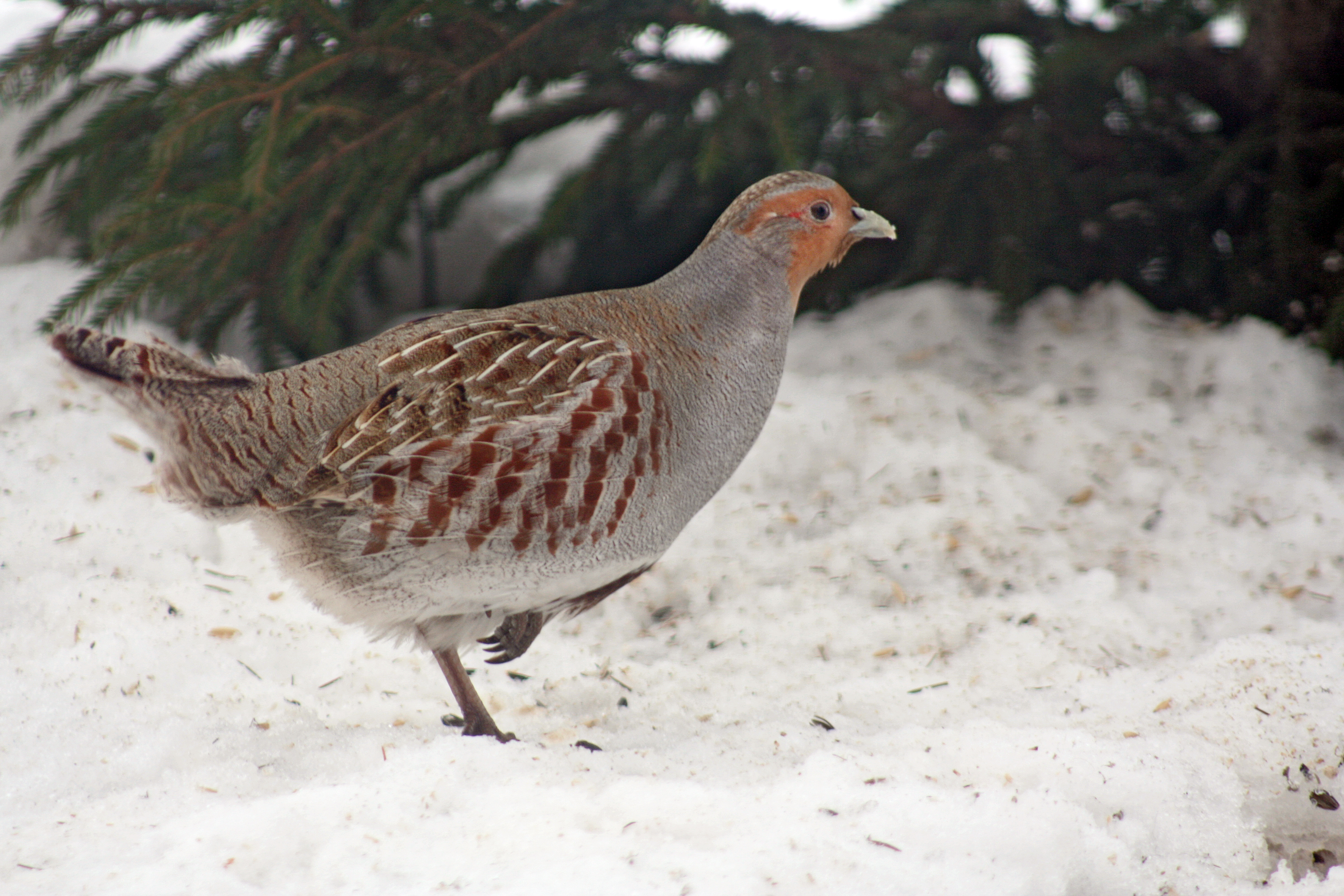
Ejemplar en la nieve.

Vive en los herbazales y zonas de matorral de gran parte de Europa y Asia, salvo en las más septentrionales de Escandinavia y resto de regiones polares, y las más secas del Mediterráneo, extendiéndose desde Europa occidental hasta los pies del macizo Altái. En España se encuentra en los Pirineos, en las zonas montañosas del interior de Galicia, Asturias y Cantabria, además de en algunas áreas del norte de Castilla y León. 
Habita en los herbazales, los prados o campos cultivados colindantes con zonas de matorral o bosques de regiones templadas.

## Comportamiento

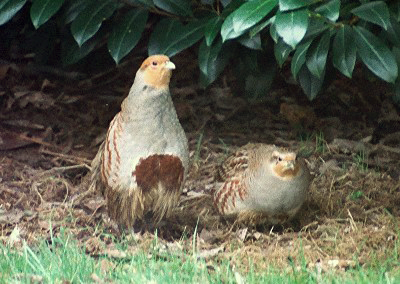
Pareja.

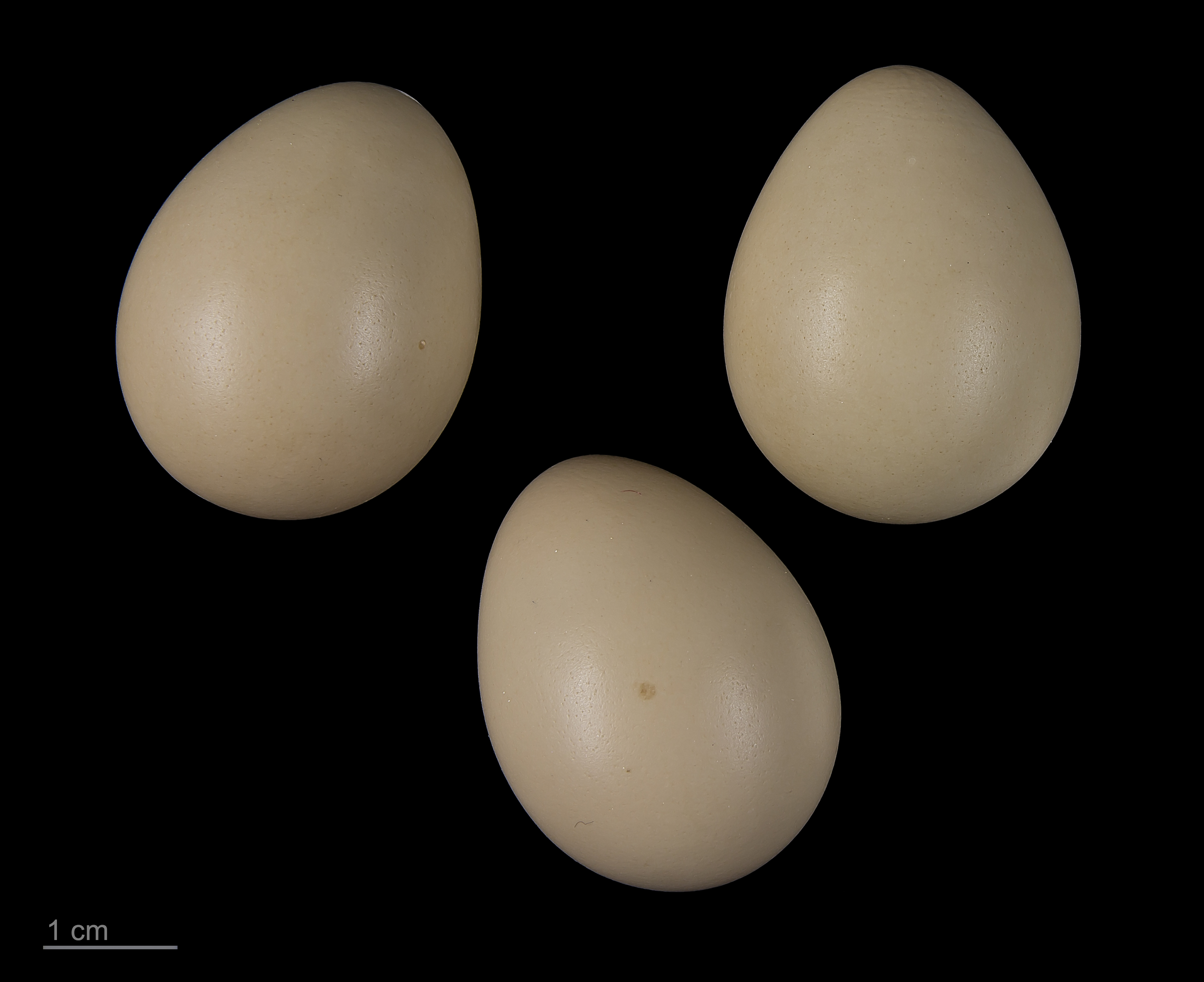
Huevos de Perdix perdix.

Se alimenta principalmente de semillas, aunque también come insectos para complementar su dieta con proteínas, especialmente los jóvenes. Durante sus 10 primeros días de vida los polluelos solo ingieren insectos. Se trata de una especie gregaria que, en bandada, se acerca a los prados de hierba corta, los rastrojos, campos recién sembrados y a los sitios donde le resulte sencillo encontrar semillas y granos esparcidos por el suelo, actividad que normalmente lleva a cabo en las primeras horas de la mañana o durante la caída del sol. Suelen pasar las noches agrupadas en la espesura, protegidas por las ramas de los matorrales. Es una corredora veloz que cuando no es perturbada hace el camino desde el campo al bosque a pie.

### Reproducción
A diferencia de otras especies de faisánidos, la perdiz pardilla es un ave monógama, ya que macho y hembra se unen a principios de la primavera y pasan el resto del año con su propio grupo familiar. En el mes de febrero las parejas ya se encuentran formadas y la nidificación tiene lugar entre los meses de marzo y mayo, con la consiguiente puesta, generalmente constituida por 12-16 huevos de color oliváceo o amarillento. El nido es una especie de cuenco en el suelo que se oculta bajo las hierbas altas. Al poco tiempo de nacer, los polluelos ya son capaces de seguir a sus padres que les enseñarán a buscar el alimento, básicamente insectos durante los primeros meses de vida.

## Subespecies

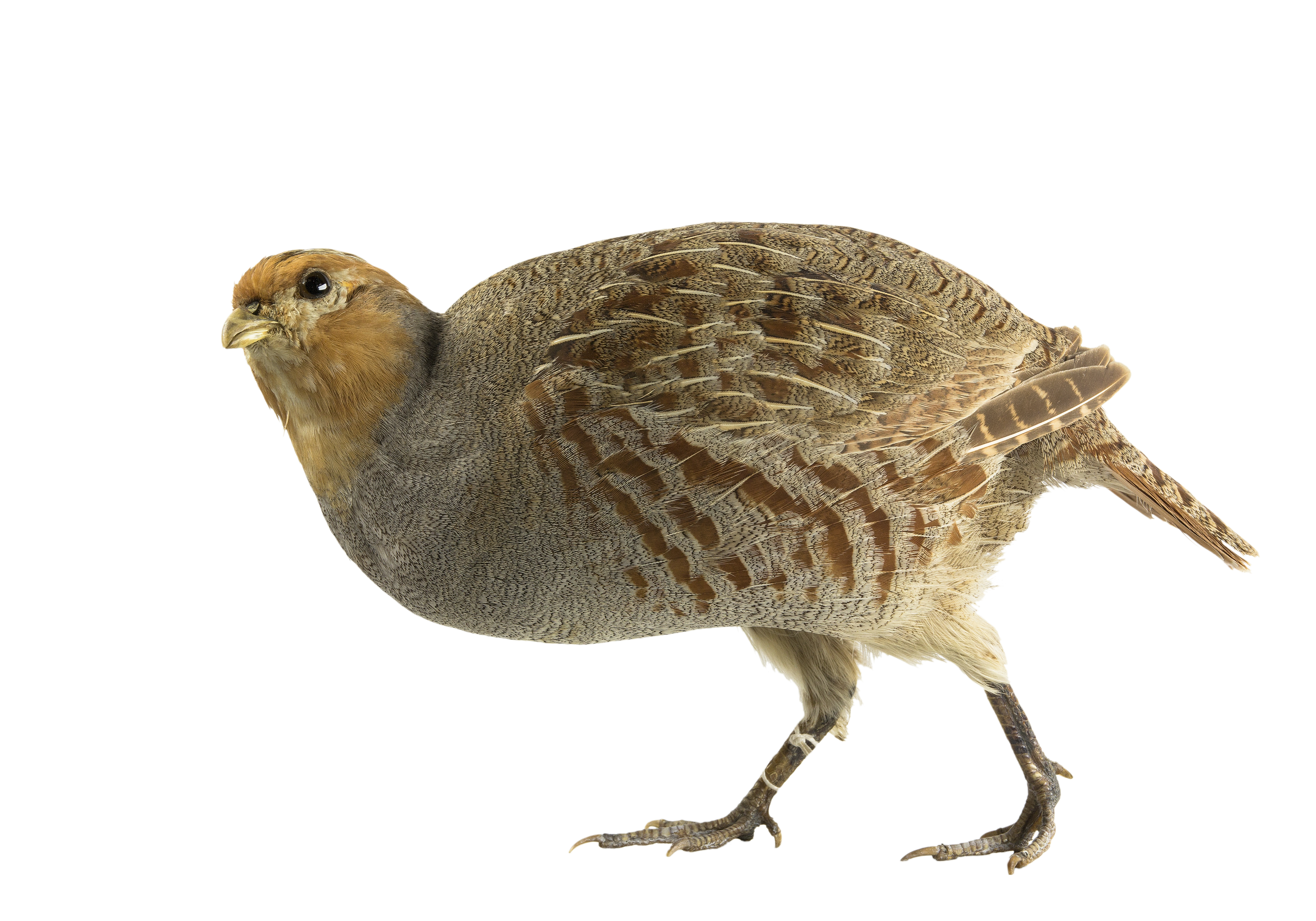
Perdix perdix hispaniensis - MHNT

Se conocen siete subespecies de Perdix perdix:
- Perdix perdix perdix - desde las islas británicas y el sur de Escandinavia a los Alpes, Italia y los Balcanes;
- Perdix perdix sphangnetorum - se localiza en el norte de Holanda y el noroeste de Alemania;
- Perdix perdix armoricana - ocupa principalmente Francia;
- Perdix perdix hispaniensis - se extiende por el noreste de Portugal y el norte de España;
- Perdix perdix lucida - presente desde Finlandia al este hasta los montes Urales y al sur hasta el mar Negro y el norte del Cáucaso;
- Perdix perdix robusta - se encuentra desde los montes Urales al suroeste de los Siberia y hasta el oeste de Mongolia;
- Perdix perdix canescens - se extiende desde Turquía por el Cáucaso hasta el noroeste de Irán.